# Das Gassenfenster
Das Gassenfenster ist ein kleines Prosastück von Franz Kafka, das im Rahmen des Bandes Betrachtung 1913 im Rowohlt-Verlag veröffentlicht wurde.

## Inhalt
Ein anonymer Erzähler reflektiert die Bedeutung eines Gassenfensters für einen einsamen Menschen. Das Gassenfenster lässt neben den allgemeinen Gegebenheiten und Abläufen draußen auch „irgend einen Arm sehen, an den er sich halten könnte“. Wenn der Einsame aber selbst draußen gar nichts sucht, so wird ihm doch eine lebhafte Straßenszene mit Pferden und Lärm „der menschlichen Eintracht zureißen“.

## Form
Das kleine Stück besteht lediglich aus zwei Sätzen, die nicht im Gegensatz zueinander stehen, sondern sich ergänzen. Der erste Satz sagt: Notgedrungen muss der Einsame das Gassenfenster haben als Verbindung zur menschlichen Außenwelt. Aber die Verbindung ist nur als Möglichkeit genannt („könnte“). Der zweite Satz sagt eigentlich Ähnliches. Nur ist es hier die Außenwelt, die sozusagen durch die vitalen Ereignisse vor dem Fenster nach innen auf den müden Einsamen zugreift und so zu menschlicher Verbindung führt, und zwar nun nicht mehr nur als Möglichkeit, sondern als Realität.
Die Signalwirkung der Pferdeszene erklärt sich auch aus anderen Kafka-Stücken, in denen Pferde als Symbol für Vitalität und Sexualität stehen. Vergleiche u. a. Wunsch, Indianer zu werden und Ein Landarzt.
Das Bindeglied zwischen erstem und zweitem Satz lautet: „… der wird es ohne Gassenfenster nicht lange treiben“. Diese Formulierung ist ungewöhnlich. Das Wort „treiben“ signalisiert Aktivität, Umtriebigkeit, Ausschweifung und korrespondiert nicht mit dem Bild des einsamen Erzählers.

## Rezeption
- von Jagow (S. 405) führt aus, dass sich das Gassenfenster in die Prosastücke der Betrachtung einfügt ähnlich wie Der Nachhauseweg, Die Vorüberlaufenden, die Selbstbeobachtung, Betrachtung des Außenraumes und die Bereiche des Vorübergehenden vereinen.

## Ausgaben
- Franz Kafka: Sämtliche Erzählungen. Herausgegeben von Paul Raabe. S. Fischer Verlag, 1977, ISBN 3-596-21078-X.
- Franz Kafka: Die Erzählungen. Originalfassung. Herausgegeben von Roger Hermes. Fischer Verlag, 1997, ISBN 3-596-13270-3.
- Franz Kafka: Drucke zu Lebzeiten. Herausgegeben von Wolf Kittler, Hans-Gerd Koch und Gerhard Neumann. Fischer Verlag, Frankfurt am Main 2002, S. 32.

## Sekundärliteratur
- Peter-André Alt: Franz Kafka: Der ewige Sohn. Eine Biographie. Verlag C.H. Beck, München 2005, ISBN 3-406-53441-4.
- Bettina von Jagow, Oliver Jahraus Kafka-Handbuch Leben-Werk-Wirkung. Vandenhoeck & Ruprecht, 2008, ISBN 978-3-525-20852-6.